# 바이브컴퍼니

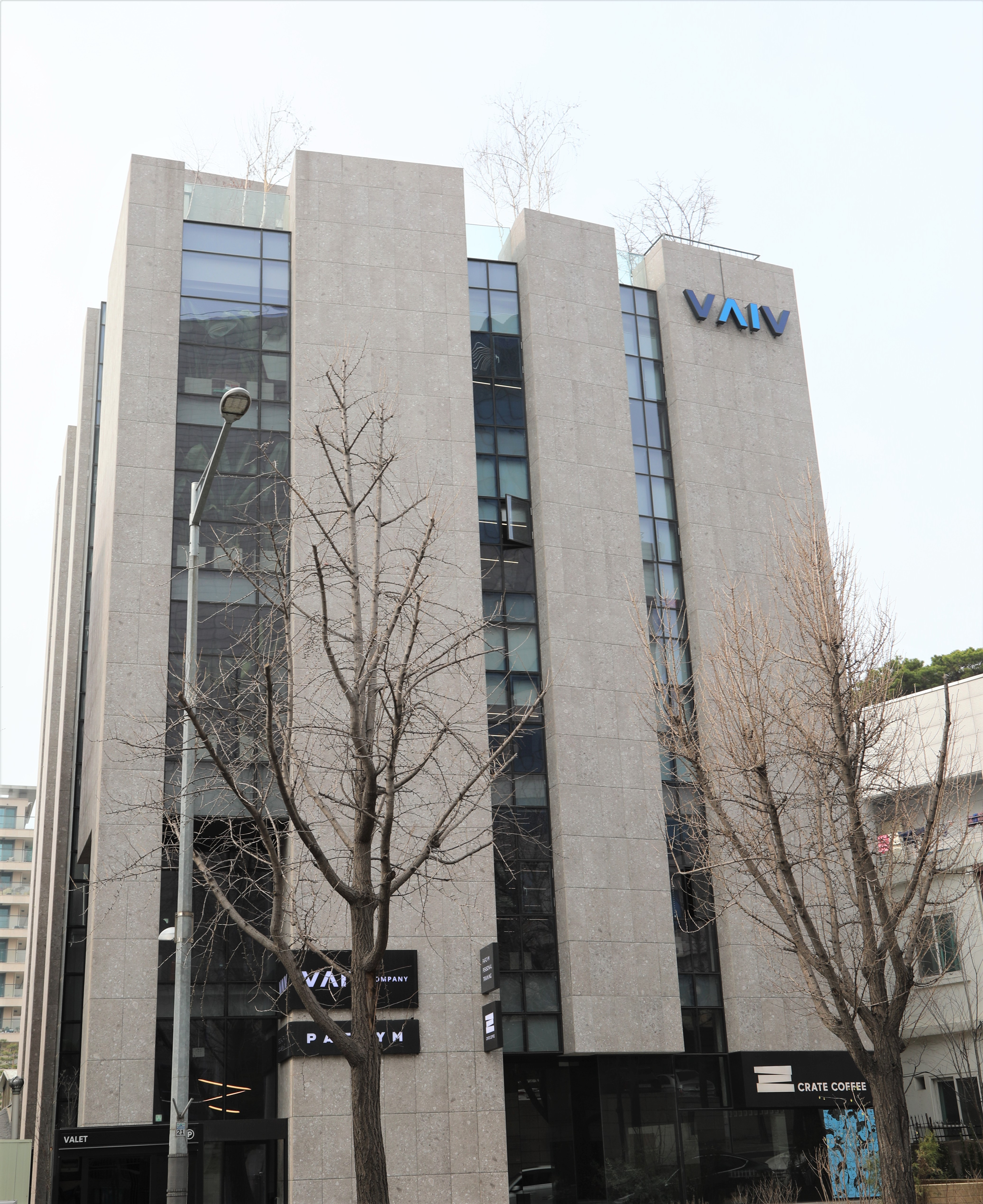
바이브컴퍼니 본사

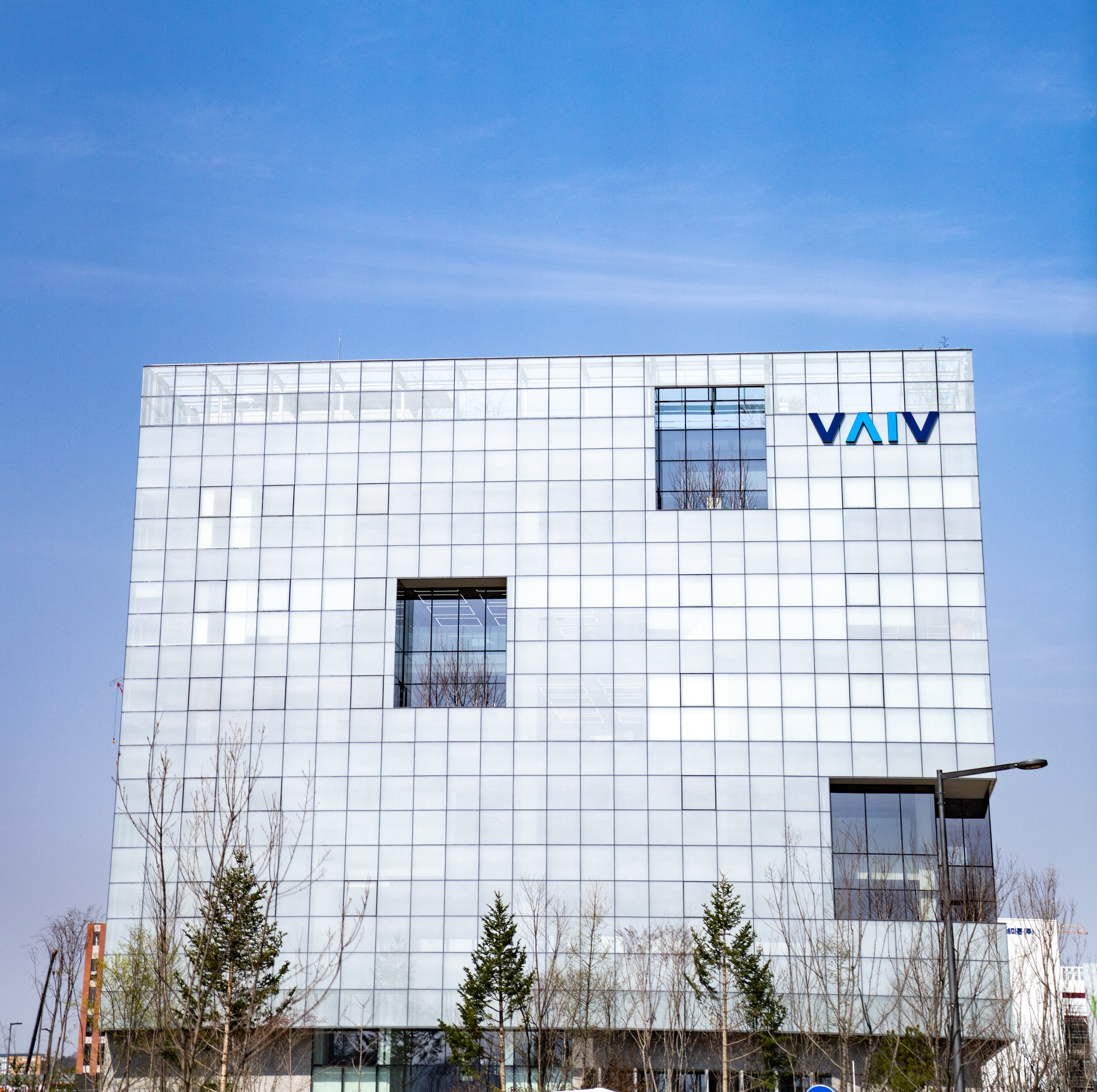
바이브컴퍼니 세종 사옥

바이브컴퍼니(VAIVcompany, 구 다음소프트, 이하 바이브)는 2000년부터 빅데이터 자료를 수집하고 분석해 인사이트를 도출해내는 대한민국 최초이자 최대 빅데이터 전문 기업이다. 다음커뮤니케이션(현 카카오)의 사내 인큐베이팅으로 출발, 인공지능(AI) 지능형 서비스를 연구 개발하기 위해 2000년 '(주)다음소프트'로 독립 법인을 설립했다. 같은 해 NLP 연구소를 설립해 정형 데이터 뿐 아니라 소셜 빅데이터, 즉 인스타그램, 트위터, 블로그, 뉴스, 커뮤니티 등의 비정형 데이터까지 수집·분석함으로써 기업, 기관, 개인 등 고객사에 최적의 맞춤형 솔루션을 제안하는 서비스를 제공하고 있다.
또한, 인공지능 부문에서도 2005년 인공지능 기반 미니홈피인 아우닷컴(aAwoo.com)을 출시했던 적이 있으며, 자연어 처리 기술을 기반으로 인공지능 기술을 이용한 챗봇 솔루션과 사람의 손을 거치지 않고도 보고서를 받아볼 수 있는 인공지능 리포트(AI Report)를 출시하는 등 지속적인 기술 개발에 힘쓰고 있다.
서울시 용산구 한남동에 본사 사옥이 있으며, 세종시 집현동에 세종 지사가 있다.  

## 주요 사업

### VAIV Solution

#### 1) VAIV Search
최신 뉴럴서치 기술과 언어생성 기술을 결합해, AI가 사용자의 질문을 이해하고 질의에 대한 답을 알려줄 뿐만 아니라 정답을 출처까지 제공한다. 

#### 2) VAIV Chatbot
정확한 질문 의도뿐만 아니라 혼합 주도형 쌍방향 대화로 현존하는 챗봇 중 가장 스마트한 인공지능 기반 대화 솔루션이다.

#### 3) VAIV Q&A
문서들을 분석하고 자동 질의응답셋을 생성해주는 솔루션이다. 

#### 4) VAIV Summary
텍스트로 이루어진 문서의 핵심 내용을 추출, 생성해 단 몇 줄로 요약해주는 솔루션이다. 

#### 5) VAIV KMS(Smart Helper)
효율적이고 체계적인 지식관리와 신속하고 정확한 검색 시스템을 제공하는 상담지식관리 솔루션 Smart Helper다.

#### 6) VAIV Report
데이터 수집, 검색, 분석뿐 아니라 시각화, 데이터 설명에 이르는 보고서 작성의 모든 단계를 사람의 손을 거치지 않고 AI가 만들어 준다.

#### 7) VAIV TA
자연어처리 기술과 텍스트마이닝 기술을 이용하여 기업 내/외부에 존재하는 대량의 문서로부터 인사이트를 발굴하고 이슈 모니터링이 가능한 텍스트 애널리시스(Text Analysis) 솔루션이다.

### VAIV Service

#### 1) Sometrend
썸트렌드(구 소셜메트릭스)는 트위터, 블로그, 인스타그램, 뉴스, 커뮤니티, 유튜브 등 빅데이터를 분석해주는 빅데이터 분석 서비스로, 기업 맞춤형 '썸트렌드 클라우드(Sometrend Cloud)', 데이터 API '썸트렌드 데이터플러스(Sometrend Data+)', 범용 빅데이터 분석 서비스 '썸트렌드 어스(Sometrend Us)' 등의 세부 서비스가 있다.

#### 2) VAIV Stock
AI 기반 금융 정보 서비스로, 종목 뉴스, 종목 발굴, 종목 분석, 섹터 분석, 테마 분석, 공시 분석 등 다양한 금융 정보를 제공한다. 

#### 3) VAIV 생활변화관측소
다양한 산업 분야에 대해 전문성을 갖춘 빅데이터 연구원들이 매주·매월 생활변화를 데이터로 관측하고, 그 안에서 찾아낸 새로운 인사이트를 소개한다.

## 연혁
- 2023

- ‘민간의 초거대 AI 활용지원 사업‘ 공급기업 선정(디지털플랫폼정부)
- AI 검색 솔루션 ‘바이브 서치(VAIV Search) 출시
- 자체 LLM ‘바이브GeM(VAIVGeM)’ 출시
- 지능정보산업협회 '2023 Emerging AI+X TOP100' 기업 선정(3년 연속)
- 2022

- 2022 고용노동부 청년친화강소기업 선정(임금, 일생활균형 우수)
- 해양수산부 해양 공간 디지털 트윈 사업
- 식약처 데이터 융합 및 분석 플랫폼 구축 사업
- 2020

- 코스닥 상장
- '(주)바이브컴퍼니'로 사명 변경
- 한국거래소 예비심사청구 통과 
- LH 디지털 트윈 플랫폼 1단계 구축 
- 썸트렌드(Sometrend, 구 소셜메트릭스) BI 변경 
- 기술평가 AA 등급 획득
- 2019

- 소셜메트릭스 Review+ Beauty 오픈  
- 과학기술정보통신부 '2019 본인정보 활용 지원(MyData) 실증서비스 사업' 에너지 부문 참여  
- 과학기술정보통신부 '데이터바우처 지원사업' 공급기업 참여  
- 생활변화 콘텐츠 연구소 '생활변화 관측소' 개소
- 2018

- 다음소프트-세종특별자치시 투자 MOU 체결  
- 인공지능 리포트(AI Report) 서비스 출시
- 신용등급 우수기업 인증(BBB-)
- 2018년 대한상공회의소 '일하기 좋은 중소기업' 선정
- 2015~2017

- 로보저널리즘 기반 지능형 관광길라잡이 서비스 출시
- AI 기반 로보 어드바이저 기술 개발
- 2013~2014

- AI Fund Everest V1기술 개발
- 2008~2012

- 소셜 큐레이션 서비스 ‘트윗몹’ 개발  
- live talk 앱 서비스 개시  
- 경영혁신형 중소기업(Main-biz) 선정  
- 기술혁신형 중소기업(Inno-biz) 선정  
- 소셜메트릭스(Socialmetrics™) 서비스 출시  
- 소셜메트릭스 비즈(Socialmetrics™ Biz) 서비스 출시  
- 4개국 기계어 번역기 개발  
-텍스트 마이닝(Talkro Analyzer 3.0) 개발 / 검색엔진(Talkro IR 4.0) 개발
- 2003~2007

- KM(Talkro Helper 2.0) 개발 / 웹 분석 엔진(Talkro Analyzer 2.0) 개발  
- 검색엔진(Talkro IR 3.0) 포털 전용 개발  
- 고객의 소리 관리시스템 (Talkro CVMS 2.0) 개발
- 2000년

- NLP(자연언어처리) 연구소 설립
- (주)다음커뮤니케이션 사내 인큐베이팅으로 창설
- ㈜다음소프트 설립